# Allsvenskan i bandy 1989/1990
Allsvenskan i bandy 1989/1990 var Sveriges högsta division i bandy för herrar säsongen 1989/1990. Norrgruppstrean Västerås SK lyckades vinna svenska mästerskapet efter seger med 6-3 mot norrgruppsvinnaren Sandvikens AIK i finalmatchen på Rocklunda IP i Västerås den 18 mars 1990.

## Förlopp
- Finalen spelades i rena vårvärmen, + 15 °C.[3]
- Vetlanda BK:s förlustmatch mot Ale Surte SK med 1-3 på Tjustkulle den 13 december 1989 var lagets första hemmaförlust i seriespelet på 58 matcher, senaste hemmaförlusten hade kommit med 1-4 mot IF Boltic den 21 februari 1984. Dock förlorades fyra hemmamatcher i slutspelet om svenska mästerskapet under denna tid.[4]
- Skytteligan vanns av Kjell Kruse, IF Boltic med 35 fullträffar.[5].

## Seriespelet

### Norrgruppen
Spelades 19 november 1989-10 januari 1990.
| Nr | Lag            | S  | V  | O | F | +/-   | P  |
| -- | -------------- | -- | -- | - | - | ----- | -- |
| 1  | Sandvikens AIK | 14 | 10 | 1 | 3 | 71-48 | 21 |
| 2  | Edsbyns IF     | 14 | 7  | 4 | 3 | 54-38 | 18 |
| 3  | Västerås SK    | 14 | 8  | 1 | 5 | 64-39 | 17 |
| 4  | Falu BS        | 14 | 7  | 2 | 5 | 57-56 | 16 |
| 5  | IK Sirius      | 14 | 6  | 1 | 7 | 59-47 | 13 |
| 6  | Selånger SK    | 14 | 4  | 2 | 8 | 29-48 | 10 |
| 7  | Brobergs IF    | 14 | 4  | 2 | 8 | 35-72 | 10 |
| 8  | Örebro SK      | 14 | 2  | 3 | 9 | 38-59 | 7  |

### Södergruppen
Spelades 19 november 1989-10 januari 1990.
| Nr | Lag                | S  | V | O | F  | +/-   | P  |
| -- | ------------------ | -- | - | - | -- | ----- | -- |
| 1  | Vetlanda BK        | 14 | 9 | 2 | 3  | 79-43 | 20 |
| 2  | IF Boltic          | 14 | 8 | 4 | 2  | 72-50 | 20 |
| 3  | Villa Lidköping BK | 14 | 8 | 2 | 4  | 61-37 | 18 |
| 4  | IFK Motala         | 14 | 8 | 2 | 4  | 63-54 | 18 |
| 5  | Ale Surte SK       | 14 | 5 | 3 | 6  | 43-54 | 13 |
| 6  | IFK Kungälv        | 14 | 5 | 2 | 7  | 44-53 | 12 |
| 7  | Nässjö IF          | 14 | 2 | 3 | 9  | 36-68 | 7  |
| 8  | IFK Vänersborg     | 14 | 1 | 2 | 11 | 27-66 | 4  |

### Elitserien
Spelades 17 januari-18 februari 1990.
| Nr | Lag                | S | V | O | F | +/-   | P  |
| -- | ------------------ | - | - | - | - | ----- | -- |
| 1  | Sandvikens AIK     | 7 | 6 | 0 | 1 | 41-29 | 12 |
| 2  | IF Boltic          | 7 | 4 | 1 | 2 | 30-30 | 9  |
| 3  | Vetlanda BK        | 7 | 4 | 0 | 3 | 26-26 | 8  |
| 4  | Västerås SK        | 7 | 2 | 2 | 3 | 28-21 | 6  |
| 5  | Edsbyn             | 7 | 3 | 0 | 4 | 24-23 | 6  |
| 6  | IFK Motala         | 7 | 3 | 0 | 4 | 17-19 | 6  |
| 7  | Villa Lidköping BK | 7 | 2 | 1 | 4 | 19-20 | 5  |
| 8  | Falu BS            | 7 | 2 | 0 | 5 | 24-41 | 4  |

### Allsvenska fortsättningsserien
Spelades 16 januari-18 februari 1990.
| Nr | Lag            | S | V | O | F | +/-   | P  |
| -- | -------------- | - | - | - | - | ----- | -- |
| 1  | IK Sirius      | 7 | 5 | 1 | 1 | 34-16 | 11 |
| 2  | IFK Vänersborg | 7 | 3 | 2 | 2 | 20-14 | 8  |
| 3  | Ale Surte SK   | 7 | 4 | 0 | 3 | 30-25 | 8  |
| 4  | Selånger SK    | 7 | 3 | 1 | 3 | 21-21 | 7  |
| 5  | IFK Kungälv    | 7 | 3 | 0 | 4 | 24-29 | 6  |
| 6  | Brobergs IF    | 7 | 3 | 0 | 4 | 20-29 | 6  |
| 7  | Örebro SK      | 7 | 1 | 3 | 3 | 16-20 | 5  |
| 8  | Nässjö IF      | 7 | 2 | 1 | 4 | 17-28 | 5  |

## Seriematcherna

### Norrgruppen
| - 19 november 1989 Brobergs IF-Sandvikens AIK 4-6 - 19 november 1989 Selånger Bandy-Edsbyns IF 2-5 - 19 november 1989 Örebro SK-IK Sirius 2-5 - 22 november 1989 Falu BS-Västerås SK 5-2 - 26 november 1989 Edsbyn-Falun 1-1 - 26 november 1989 Sandviken-Örebro 5-2 - 26 november 1989 Sirius-Broberg 8-6 - 26 november 1989 Västerås-Selånger 4-0 - 29 november 1989 Edsbyn-Sandviken 8-2 - 29 november 1989 Falun-Örebro 5-4 - 29 november 1989 Selånger-Broberg 2-3 - 29 november 1989 Västerås-Sirius 6-2 - 6 december 1989 Broberg-Edsbyn 1-1 - 6 december 1989 Sandviken-Falun 7-2 - 6 december 1989 Sirius-Selånger 9-0 - 6 december 1989 Örebro-Västerås 4-2 - 10 december 1989 Edsbyn-Västerås 3-4 - 10 december 1989 Falun-Selånger 2-2 - 10 december 1989 Sirius-Sandviken 3-6 - 10 december 1989 Örebro-Broberg 2-2 - 13 december 1989 Edsbyn-Örebro 3-1 - 13 december 1989 Falun-Sirius 1-5 - 13 december 1989 Selånger-Sandviken 1-3 - 13 december 1989 Västerås-Broberg 11-2 - 20 december 1989 Broberg-Falun 0-8 - 20 december 1989 Sandviken-Västerås 2-5 - 20 december 1989 Sirius-Edsbyn 5-5 - 20 december 1989 Örebro-Selånger 3-3 | - 26 december 1989 Edsbyn-Broberg 2-5 - 26 december 1989 Falun-Sandviken 4-10 - 26 december 1989 Selånger-Sirius 3-2 - 26 december 1989 Västerås-Örebro 8-1 - 29 december 1989 Broberg-Selånger 0-3 - 29 december 1989 Sandviken-Edsbyn 5-2 - 29 december 1989 Sirius-Västerås 2-4 - 29 december 1989 Örebro-Falun 4-8 - 31 december 1989 Broberg-Örebro 3-1 - 31 december 1989 Sandviken-Sirius 3-0 - 31 december 1989 Selånger-Falun 2-1 - 31 december 1989 Västerås-Edsbyn 3-4 - 3 januari 1990 Edsbyn-Sirius 3-1 - 3 januari 1990 Falun-Broberg 9-2 - 3 januari 1990 Selånger-Örebro 4-2 - 3 januari 1990 Västerås-Sandviken 5-5 - 6 januari 1990 Broberg-Västerås 3-2 - 6 januari 1990 Sandviken-Selånger 6-3 - 6 januari 1990 Sirius-Falun 3-4 - 6 januari 1990 Örebro-Edsbyn 3-3 - 7 januari 1990 Broberg-Sirius 1-9 - 7 januari 1990 Falun-Edsbyn 2-10 - 7 januari 1990 Selånger-Västerås 1-4 - 7 januari 1990 Örebro-Sandviken 6-3 - 10 januari 1990 Edsbyn-Selånger 4-3 - 10 januari 1990 Sandviken-Broberg 8-3 - 10 januari 1990 Sirius-Örebro 5-3 - 10 januari 1990 Västerås-Falun 4-5 |

### Södergruppen
| - 19 november 1989 IFK Kungälv-IFK Vänersborg 6-1 - 19 november 1989 IFK Motala-Nässjö IF 8-2 - 19 november 1989 Vetlanda BK-IF Boltic 5-5 - 19 november 1989 Villa Lidköping BK-Ale Surte SK 2-2 - 26 november 1989 Ale Surte-Motala 2-6 - 26 november 1989 Boltic-Kungälv 8-1 - 26 november 1989 Nässjö-Villa Lidköping 3-4 - 26 november 1989 Vänersborg-Vetlanda 1-3 - 29 november 1989 Boltic-Ale Surte 8-3 - 29 november 1989 Kungälv-Villa Lidköping 2-7 - 29 november 1989 Vetlanda-Motala 12-3 - 29 november 1989 Vänersborg-Nässjö 0-2 - 6 december 1989 Ale Surte-Kungälv 2-3 - 6 december 1989 Motala-Boltic 1-3 - 6 december 1989 Nässjö-Vetlanda 4-7 - 6 december 1989 Villa Lidköping-Vänersborg 5-2 - 10 december 1989 Boltic-Vänersborg 4-4 - 10 december 1989 Kungälv-Vetlanda 4-3 - 10 december 1989 Nässjö-Ale Surte 3-2 - 10 december 1989 Villa Lidköping-Motala 5-3 - 13 december 1989 Boltic-Villa Lidköping 4-4 - 13 december 1989 Kungälv-Nässjö 1-1 - 13 december 1989 Vetlanda-Ale Surte 1-3 - 13 december 1989 Vänersborg-Motala 3-5 - 20 december 1989 Ale Surte-Vänersborg 6-0 - 20 december 1989 Motala-Kungälv 3-3 - 20 december 1989 Nässjö-Boltic 3-6 - 20 december 1989 Villa Lidköping-Vetlanda 2-3 | - 26 december 1989 Boltic-Motala 3-6 - 26 december 1989 Kungälv-Ale Surte 1-3 - 26 december 1989 Vetlanda-Nässjö 8-1 - 26 december 1989 Vänersborg-Villa Lidköping 0-9 - 29 december 1989 Ale Surte-Boltic 5-8 - 29 december 1989 Motala-Vetlanda 7-3 - 29 december 1989 Nässjö-Vänersborg 3-3 - 29 december 1989 Villa Lidköping-Kungälv 7-1 - 31 december 1989 Ale Surte-Nässjö 3-3 - 31 december 1989 Motala-Villa Lidköping 3-5 - 31 december 1989 Vetlanda-Kungälv 8-4 - 31 december 1989 Vänersborg-Boltic 2-5 - 3 januari 1990 Boltic-Nässjö 9-3 - 3 januari 1990 Kungälv-Motala 3-4 - 3 januari 1990 Vetlanda-Villa Lidköping 4-2 - 3 januari 1990 Vänersborg-Ale Surte 3-4 - 6 januari 1990 Ale Surte-Vetlanda 1-11 - 6 januari 1990 Motala-Vänersborg 5-2 - 6 januari 1990 Nässjö-Kungälv 3-6 - 6 januari 1990 Villa Lidköping-Boltic 2-6 - 7 januari 1990 Kungälv-Boltic 8-0 - 7 januari 1990 Motala-Ale Surte 4-4 - 7 januari 1990 Vetlanda-Vänersborg 8-3 - 7 januari 1990 Villa Lidköping-Nässjö 6-1 - 10 januari 1990 Ale Surte-Villa Lidköping 3-1 - 10 januari 1990 Boltic-Vetlanda 3-3 - 10 januari 1990 Nässjö-Motala 4-5 - 10 januari 1990 Vänersborg-Kungälv 3-1 |

### Elitserien
| - 17 januari 1990 Edsbyns IF-Villa Lidköping BK 2-4 - 17 januari 1990 IFK Motala-Falu BS 5-3 - 17 januari 1990 Sandvikens AIK-Boltic 8-3 - 17 januari 1990 Vetlanda BK-Västerås SK 2-7 - 21 januari 1990 Boltic-Edsbyn 7-3 - 21 januari 1990 Falun-Vetlanda 0-6 - 21 januari 1990 Villa Lidköping-Sandviken 1-2 - 21 januari 1990 Västerås-Motala 1-2 - 24 januari 1990 Motala-Boltic 2-3 - 24 januari 1990 Sandviken-Edsbyn 7-5 - 24 januari 1990 Vetlanda-Villa Lidköping 5-4 - 24 januari 1990 Västerås-Falun 10-1 - 7 februari 1990 Boltic-Vetlanda 5-2 - 7 februari 1990 Edsbyn-Västerås 2-1 - 7 februari 1990 Falun-Sandviken 6-7 - 7 februari 1990 Villa Lidköping-Motala 2-1 | - 11 februari 1990 Boltic-Villa Lidköping 4-3 - 11 februari 1990 Edsbyn-Falun 5-1 - 11 februari 1990 Sandviken-Västerås 9-4 - 11 februari 1990 Vetlanda-Motala 4-1 - 14 februari 1990 Falun-Boltic 9-5 - 14 februari 1990 Motala-Edsbyn 3-0 - 14 februari 1990 Vetlanda-Sandviken 7-2 - 14 februari 1990 Västerås-Villa Lidköping 2-2 - 18 februari 1990 Boltic-Västerås 3-3 - 18 februari 1990 Edsbyn-Vetlanda 7-0 - 18 februari 1990 Sandviken-Motala 6-3 - 18 februari 1990 Villa Lidköping-Falun 3-4 |

### Allsvenska fortsättningsserien
| - 16 januari 1990 Selånger Bandy-IFK Kungälv 3-4 - 17 januari 1990 Ale Surte SK-Brobergs IF 4-3 - 17 januari 1990 IK Sirius-Nässjö IF 5-2 - 17 januari 1990 IFK Vänersborg-Örebro SK 1-1 - 21 januari 1990 Broberg-Vänersborg 4-2 - 21 januari 1990 Kungälv-Sirius 3-6 - 21 januari 1990 Nässjö-Selånger 3-5 - 21 januari 1990 Örebro-Ale Surte 0-4 - 24 januari 1990 Ale Surte-Nässjö 7-2 - 24 januari 1990 Broberg-Örebro 4-3 - 24 januari 1990 Selånger-Sirius 1-6 - 24 januari 1990 Vänersborg-Kungälv 5-1 - 7 februari 1990 Sirius-Broberg 8-2 - 7 februari 1990 Nässjö-Vänersborg 3-2 - 7 februari 1990 Örebro-Selånger 2-2 - 9 februari 1990 Kungälv-Ale Surte 7-4 | - 11 februari 1990 Ale Surte-Vänersborg 3-6 - 11 februari 1990 Kungälv-Nässjö 4-1 - 11 februari 1990 Selånger-Broberg 6-1 - 11 februari 1990 Sirius-Örebro 4-1 - 14 februari 1990 Ale Surte-Selånger 3-4 - 14 februari 1990 Broberg-Nässjö 2-3 - 14 februari 1990 Vänersborg-Sirius 2-2 - 14 februari 1990 Örebro-Kungälv 6-2 - 18 februari 1990 Kungälv-Broberg 3-4 - 18 februari 1990 Nässjö-Örebro 3-3 - 18 februari 1990 Selånger-Vänersborg 0-2 - 18 februari 1990 Sirius-Ale Surte 3-5 |

## Slutspel om svenska mästerskapet 1990

### Åttondelsfinaler (UEFA:s cupmodell)
- 21 februari 1990: IK Sirius-Falu BS 4-2
- 21 februari 1990: IFK Vänersborg-Villa Lidköping BK 1-3

- 23 februari 1990: Falu BS-IK Sirius 3-1 (Falu BS vidare)
- 23 februari 1990: Villa Lidköping BK-IFK Vänersborg 7-2 (Villa Lidköping BK vidare)

### Kvartsfinaler (bäst av fem matcher)
- 25 februari 1990: Sandvikens AIK-Falu BS 5-0
- 25 februari 1990: Vetlanda BK-IFK Motala 4-3
- 25 februari 1990: IF Boltic-Villa Lidköping BK 1-3
- 25 februari 1990: Västerås SK-Edsbyns IF 5-4
- 28 februari 1990: Falu BS-Sandvikens AIK 5-3
- 28 februari 1990: IFK Motala-Vetlanda BK 6-4
- 28 februari 1990: Villa Lidköping BK-IF Boltic 5-3
- 28 februari 1990: Edsbyns IF-Västerås SK 1-7
- 2 mars 1990: Sandvikens AIK-Falu BS 12-5
- 2 mars 1990: Vetlanda BK-IFK Motala 4-2
- 2 mars 1990: IF Boltic-Villa Lidköping BK 4-6 efter förlängning (Villa Lidköping BK vidare med 3-0 i matcher)
- 2 mars 1990: Västerås SK-Edsbyns IF 6-2 (Västerås SK vidare med 3-0 i matcher)
- 4 mars 1990: IFK Motala-Vetlanda BK 5-3
- 4 mars 1990: Falu BS-Sandvikens AIK 1-11 (Sandvikens AIK vidare med 3-1 i matcher)
- 6 mars 1990: Vetlanda BK-IFK Motala 7-2 (Vetlanda BK vidare med 3-2 i matcher)

### Semifinaler (bäst av tre matcher)
- 9 mars 1990: Västerås SK-Villa Lidköping BK 5-3
- 9 mars 1990: Sandvikens AIK-Vetlanda BK 4-1
- 11 mars 1990: Villa Lidköping BK-Västerås SK 1-5 (Västerås SK vidare med 2-0 i matcher)
- 11 mars 1990: Vetlanda BK-Sandvikens AIK 4-2
- 13 mars 1990: Sandvikens AIK-Vetlanda BK 4-3 (Sandvikens AIK vidare med 2-1 i matcher)

### Final
- 18 mars 1990: Västerås SK-Sandvikens AIK 6-3 (Rocklunda IP, Västerås)